# Johannes Gehrig
Johannes Gehrig (* 11. August 1797 in Altenschlirf; † 4. März 1877 ebenda) war ein hessischer Landwirt und liberaler Politiker und Abgeordneter der 2. Kammer der Landstände des Großherzogtums Hessen.
Johannes Gehrig war der Sohn des Johannes Gehrig und dessen Ehefrau Anna Maria, geborene Roth. Gehrig, der evangelischen Glaubens war, heiratete am 4. Mai 1819 in Altenschlirf Anna Maria geborene Deuchert. Er war Landwirt in Altenschlirf und lebte 1848 bis 1856 in den USA. 1821 war er Bürgermeister von Altenschlirf.
Von 1826 bis 1830 und erneut 1835 bis 1841 gehörte er der Zweiten Kammer der Landstände an. Er wurde für den Wahlbezirk Oberhessen 4/Lauterbach gewählt.